# 合金装备 (1987年游戏)
《合金装备》（又译作），是一款动作隱蔽類遊戲。由科乐美公司制作并首次于1987年在MSX2上发行。本游戏为合金装备系列的首作，也是由小岛秀夫制作的第一款游戏。
游戏的情节为一个代号为固蛇（Solid Snake）的特种部队戰士潜入一名为世外桃源（Outer Heaven）的軍事设施以摧毁Metal Gear。

## 情节
玩家需要控制游戏的主角，军事行动代号为固蛇的一个人物，需要通过敌人的领土，同时避免被巡逻守卫的发现以及直接对抗。如果角色被发现，则游戏进入“警戒模式”。在这种情况下，固蛇必须逃离敌人的视线，才能恢复潜入。
起初，玩家控制的人物没有任何武器，但是随着游戏進展，玩家可以获得較多武器。

## 制作
小岛从一个资深助理到被要求接管整个项目。《合金装备》计划做成一个动作游戏。具有现代军事战斗。但是由于MSX2的硬件限制了屏幕上的子弹和敌人的数量，小岛感到在战斗场景方面受到阻碍。受到的影响，他将游戏的玩法从射击敌人转至避免被抓捕。在早期计划阶段，游戏的名称设为《Intruder》。

## 发行
《合金装备》最初于1987年7月13日在日本地区家用电脑MSX2发行。英文版本于同一年在欧洲地区发行。由于内存限制，日本版本都用片假名显示，而英文版本则都用大写显示。
《合金装备》的FC移植版本于1987年12月22日发行。NES英文版本的当地化版本于1988年6月在北美发行。

## 评价
《合金装备》MSX2版本排在《MSX杂志》前20位日本地区最佳销售游戏达5个月。
《電腦遊戲世界》称红白机版本的图像“可以接受”，但是对控制系统以及玩家最初没有武器这个比较大的弱点提出批评。
红白机版本《合金装备》被《任天堂力量》列为前200个红白机游戏第104位。GamesRadar将其列为第六位红白机游戏，其评论者认为游戏的类型非常流行。